# Per Gummeson

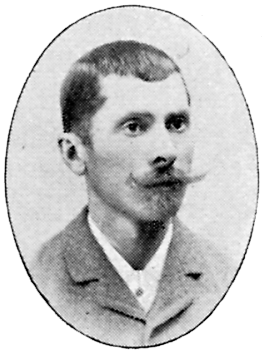
Per Gummeson

Per Gummeson, född 25 mars 1858 i Borrby socken i Kristianstads län, död 5 maj 1928 i Röstånga församling i Malmöhus län, var en svensk konstnär.
Gummeson studerade vid Konstakademierna i Stockholm och Köpenhamn.
Per Gummeson var son till lantbrukaren Gumme Svensson. Han genomgick folkskolan, under det att han på egen hand lärde sig rita. Efter uppmuntran av Axel Hjalmar Lindqvist kom han 1882 till Köpenhamn, där han genomgick Det tekniske Selskabs Skole ett par år. 1883–1886 studerade han vid Konstakademien i Stockholm, varpå han slog sig ned i Röstånga i Skåne, varifrån han hämtade de flesta av sina motiv. Sommartid reste han vanligen ut till kusten, till Arild, Falsterbo och Viken. Hans tidiga målningar är ofta omsorgsfullt arbetade. Senare kom han under inflytande av Justus Lundegård att gå över till bredare penseldrag och en mustigare färgställning. Gummessons idylliska, intima landskapsmålningar fick med åren en allt tydligare personlig karaktär. Det ofta breda summariska målningssättet passade väl samman med de små format, i vilka han i regel arbete. Han utförde även porträtt. Gummessons målningar finns på flera svenska konstmuseer, bland andra Göteborgs konstmuseum och Nationalmuseum i Stockholm. 
Per Gummesson utgav även 1915 diktsamlingen Dikter.